# Miss Continentes Unidos 2015
Miss Continentes Unidos 2015 foi a 3ª edição sob o nome nome que antes se designava Miss Continente Americano, se ainda fosse chamado assim, o concurso seria a edição número dez. Este ano o evento se realizou, como de costume, na maior cidade do Equador, Guiaquil, mais precisamente no Teatro Centro Cívico Eloy Alfaro. Contou com a participação de vinte e oito (28) candidatas de diversas partes do mundo competindo pelo título que pertencia à dominicana Geisha Montes. O certame foi realizado ao vivo pela Gama TV e para mais de nove países em canais televisivos diferentes.

## Resultados

### Colocações
| Colocação               | País e Candidata                                                                                       |
| Vencedora               | - Brasil - Nathália Lago                                                                               |
| 2º. Lugar               | - Colômbia - Daniela Castañeda                                                                         |
| 3º. Lugar               | - Paraguai - Myriam Arévalos                                                                           |
| 4º. Lugar               | - Equador - Elisa Padilla                                                                              |
| 5º. Lugar               | - Índia - Sushrii Shreya                                                                               |
| 6º. Lugar               | - República Dominicana - Kimberly Castillo                                                             |
| (TOP 10) Semifinalistas | - Argentina - Giuliana Chiappa - Filipinas - Anabel Tia - Japão - Anri Okane - Venezuela - Nitya Nandy |

### Prêmios Especiais
O concurso distribuiu os seguintes prêmios este ano:
| Premiação           | País e Candidata            |
| Miss Simpatia       | - Austrália - Ellenor Jones |
| Miss Fotogenia      | - Índia - Sushrii Shreya    |
| Melhor Traje Típico | - Índia - Sushrii Shreya    |

### Prêmios de Patrocinadores
O concurso distribuiu também os seguintes prêmios:
| Prêmio             | País e Candidata               |
| Miss Azaléa        | - Filipinas - Anabel Tia       |
| Miss Belleza Ottie | - Colômbia - Daniela Castañeda |
| Miss Huancavilca   | - Equador - Elisa Padilla      |
| Miss Punta del Mar | - Dinamarca - Monica Hartig    |

#### Melhor Traje Típico
A escolha foi realizada no Teatro Gran Colombia, na cidade de Ibarra.
| Prêmio | País e Candidata         |
| 1      | - Índia - Sushrii Shreya |
| 2      | - China - Ting Wang      |
| 3      | - Japão - Anri Okane     |

### Ordem do Anúncio

#### Top 10
1. Argentina
2. Brasil
3. Colômbia
4. Equador
5. Filipinas
6. Índia
7. Japão
8. Paraguai
9. República Dominicana
10. Venezuela

## Jurados

### Final
Estiveram presentes na final televisionada:
1. Dr. Miguel Lebed, médico odontologista;
2. Mariana Mosquera, diretora do Miss Equador;
3. Cláudia Schiess, Miss Continente Americano 2011;
4. Gail da Silva, 3º. Lugar no Miss Continentes Unidos 2013;
5. Juan De Howitt, franqueado da Ottíe no Equador;
6. Drª. Fernando Quintana, médica dermatologista;
7. Geisha Oca, Miss Continentes Unidos 2014;
8. James Norris, cônsul do EUA em Guaiaquil;
9. Carolina Aguirre, Miss Equador 2012;

## Candidatas
| País                 | Candidata           | I  | A    | Origem              | R      |
| Argentina            | Giuliana Chiappa    | 18 | 1.81 | Buenos Aires        | [ 3 ]  |
| Austrália            | Ellenor Jones       | 25 | 1.79 | Austrália Ocidental | [ 4 ]  |
| Bélgica              | Dhenia Covens       | 22 | 1.75 | Antuérpia           | [ 5 ]  |
| Bolívia              | Andrea Velasco      | 22 | 1.70 | Beni                | [ 6 ]  |
| Brasil               | Nathália Lago       | 24 | 1.73 | Castanhal           | [ 7 ]  |
| Chile                | Nicole Maechtig     | 24 | 1.74 | Villarrica          | [ 8 ]  |
| China                | Ting Wang           | 22 | 1.75 | Pequim              | [ 9 ]  |
| Colômbia             | Daniela Castañeda   | 22 | 1.76 | Villavicêncio       | [ 10 ] |
| Costa Rica           | Carolina On         | 21 | 1.78 | San José            | [ 11 ] |
| Curdistão            | Fatimah Ghadan      | 18 | 1.68 | Mahabad             | [ 12 ] |
| Dinamarca            | Monica Hartig       | 22 | 1.71 | Hillerød            | [ 13 ] |
| Equador              | Elisa Padilla       | 22 | 1.70 | Cuenca              | [ 14 ] |
| Estados Unidos       | Laura Reyes         | 25 | 1.81 | Texas               | [ 15 ] |
| Filipinas            | Anabel Tia          | 26 | 1.71 | Ozámiz              | [ 16 ] |
| Guatemala            | Heyssell González   | 21 | 1.63 | Santa Rosa          | [ 17 ] |
| Guiana               | Latoya James        | 25 | 1.67 | Georgetown          | [ 18 ] |
| Honduras             | Celia Monterrosa    | 19 | 1.80 | Santa Bárbara       | [ 19 ] |
| Índia                | Sushrii Shreya      | 24 | 1.70 | Orissa              | [ 20 ] |
| Japão                | Anri Okane          | 20 | 1.81 | Osaka               | [ 21 ] |
| México               | Alejandra Rodríguez | 22 | 1.79 | Jalisco             | [ 22 ] |
| Nicarágua            | Ruth Martínez       | 26 | 1.68 | Granada             | [ 23 ] |
| Panamá               | Alejandra Tejada    | 23 | 1.75 | Cidade do Panamá    | [ 24 ] |
| Paraguai             | Myriam Arévalos     | 22 | 1.82 | Assunção            | [ 25 ] |
| Peru                 | Galia Cáceres       | 23 | 1.74 | Lambayeque          | [ 26 ] |
| Porto Rico           | Darling Cruz        | 26 | 1.75 | Mayagüez            | [ 9 ]  |
| Quênia               | Wambui Mureithi     | 20 | 1.68 | Kirinyaga           | [ 27 ] |
| República Dominicana | Kimberly Castillo   | 26 | 1.78 | Higüey              | [ 28 ] |
| Venezuela            | Nitya Nandy         | 22 | 1.75 | Maracaibo           | [ 29 ] |

## Transmissões
- Índia - Zoom

- Austrália - Channel 31

- Estados Unidos - Mega TV Miami

- Bolívia - Red Pat

- Peru - Viva TV e 4 TV

- Nicarágua - VOS TV

- Honduras - Teleprogreso

- República Dominicana - Telemicro

- Guatemala - Trecevisión

## Histórico
| - África do Sul - Ané Reynolds - Belize - Shamira Neal - Finlândia - Evgenia Sidorova - Haiti - Fatima Altieri - Itália - Coralie Porrovecchio - Nigéria - Celine Eban - Rússia - Vera Shmeleva - Suriname - Ryhanna Akhtar - Trindade e Tobago - Ketisha Williams - Ucrânia - Rimma Fedorova | - Cazaquistão - Holanda - Líbano - Portugal - Suécia - Tailândia - Bélgica (Última vez em 2013) - Filipinas (Última vez em 2013) | - Dinamarca - Guiana - Japão - Quênia |